# توماس مورس اس-۴
توماس مورس اس-۴ (به انگلیسی: Thomas-Morse_S-4) یک هواگرد ملخ‌پیشین تک‌موتوره از نوع آموزشی ساخت شرکت Thomas-Morse Aircraft است. هواگرد توماس مورس اس-۴ نخستین پروازش را در ژوئن ۱۹۱۷ میلادی انجام داد.
طراح این هواگرد، Benjamin D. Thomas بود.